# Мишин Хан
Мишин Хан је месна заједница у саставу града Бањалуке, Република Српска, БиХ. Обухвата део насељеног места Поткозарје.

## Становништво
Од укупно 4.577 становника Ивањске, у МЗ Мишин Хан живело је по попису становништва 1991. у СФРЈ 1.984 становника (1.897 Хрвата, 30 Срба, 6 Муслимана, 38 Југословена и 13 осталих). Према подацима из 2008, један дио становништва чине Срби избјегли 1995. из Рајноваца.